# Kot savannah
Savannah – rasa kotów domowych powstała w wyniku skrzyżowania kota domowego (Felis catus) z afrykańskim serwalem sawannowym (Leptailurus serval). Rasa uznana w pełni przez TICA (The International Cat Association). TICA jest obecnie jedyną, międzynarodową organizacją felinologiczną, która ustanowiła standard tej rasy i w pełni ją uznaje.

## Wygląd
Savannah to wysoki, szczupły kot, o niedużej w stosunku do reszty ciała, trójkątnej głowie, dużych i wysoko osadzonych uszach, których końce powinny być lekko zaokrąglone. Na ich tyłach można zaobserwować białe znaczenia zwane „ocelli”- ich widoczność zależy od umaszczenia i generacji. Oczy są średniej wielkości - ich górna krawędź powinna przypominać bumerang, a dolna migdał. Nos powinien być duży, a skóra na jego szczycie lekko zawinięta ku górze. Szyja jest długa i smukła. Tułów jest długi, szczupły i dobrze umięśniony. Nogi dłuższe niż przeciętnie, również umięśnione. Tylne kończyny są nieco dłuższe niż przednie. Ogon średniej długości, kończący się tuż nad poziomem gruntu. Okrywa włosowa krótka do średniej długości, lekko szorstka w dotyku, leżąca stosunkowo płasko przy ciele. 
Uznane odmiany kolorystyczne to:
- brown (black) spotted tabby - różne odcienie brązu z czarnym (brązowym) cętkowaniem,
- black silver spotted tabby- srebrny z czarnym cętkowaniem,
- black - czarny,
oraz 
- black smoke - czarny przypalany. 
Cętkowane znaczenia powinny być zawsze pełne i wyraźne, o kształcie okrągłym, owalnym lub podłużnym.

## Charakter
Savannah są rasą niezwykle inteligentną i przyjacielską. Koty te są bardzo lojalne wobec swoich właścicieli i mocno się do nich przywiązują. Często chcą towarzyszyć opiekunom we wszystkich czynnościach. Są rasą ciekawską, bardzo aktywną i wymagającą dużo uwagi ze strony opiekuna. Większość Savannah uwielbia aportować zabawki i bawić się wodą. Wcześniejsze generacje rasy - od F1 do F3, wymagają dużo doświadczenia w prowadzeniu, odpowiednio dużej przestrzeni i infrastruktury niezbędnej do zaspokojenia ich potrzeb życiowych. Zdarza się, że wspomniane wyżej generacje mogą nie tolerować obcych ludzi i zwierząt.
W zależności od generacji (stopnia spokrewnienia z serwalem) koty tej rasy mogą różnić się wyglądem, wielkością i charakterem. Hodowcy zwykle dzielą rasę na „wczesne” oraz „późne” generacje. Jako wczesne należy rozumieć pokolenia od F1 do F3, jako późne - od F4 do SBT.  

## Pokrewieństwo z serwalem
Savannah są oznaczane za pomocą dużej litery F (od ang. Filial) oraz liczby (np.: F1, F2, F4, F5). W ten sposób oznacza się pokolenie danego kota oraz stopień pokrewieństwa z serwalem. Tak więc, Savannah F1 będzie pierwszym pokoleniem po serwalu (serwal jako jeden z rodziców), F2 - dwa pokolenia po serwalu (serwal dziadek) i tak dalej. 
Dodatkowo stosuje się jeszcze oznaczenia literowe - A,B,C i SBT. Wykorzystuje się je do określania czy i gdzie pośród przodków danego kota Savannah wystąpiła inna rasa, tzw. „outcross” (kot domowy, ale nie Savannah). Zwykle, gdy krzyżuje się dwa odrębne gatunki (tutaj kot domowy i serwal) pojawia się problem bezpłodności u samców. W związku z tym, hodowcy Savannah musieli łączyć samice Savannah z samcami innych ras, aż do obniżenia procentu genów serwala na tyle, aby uzyskać płodnego samca Savannah. Aktualnie TICA, w związku z podniesieniem puli genowej w obrębie rasy i płodnością samców od pokolenia F5, nie dopuszcza już outcrossów i innych połączeń niż serwal x Savannah i Savannah x Savannah). 
Wyżej wymienione litery oznaczają:
- A - jedno z rodziców jest kotem domowym, ale nie będącym Savannah,
- B - oboje rodziców to Savannah,
- C - oboje rodziców, oraz wszyscy dziadkowe to Savannah, 
- SBT - rodzice, dziadkowie oraz pradziadkowie to Savannah. Skrót SBT pochodzi od „Stud Book Tradition” i oznacza, że kot jest pełno rasowy, może brać pełnoprawny udział w wystawach TICA i otrzymywać tytuły.